# Serguéi Vasílievich Lébedev
Serguéi Vasílievich Lébedev (del ruso: Сергей Васильевич Лебедев) (Lublin, 13 de juliojul./ 25 de julio de 1874greg. – Leningrado, 1 de mayo de 1934) fue un químico ruso. En 1910 se convirtió en la primera persona en sintetizar polibutadieno, el primer caucho sintético, gracias a lo cual la Unión Soviética pudo ser el primer país en lograr la producción industrial de este material.

## Biografía
Lébedev nació en Lublin en 1874 y asistió a la escuela en Varsovia. Ambas ciudades son hoy parte de Polonia pero por entonces pertenecían al Imperio ruso. En 1900 se graduó en Química por la Universidad de San Petersburgo y encontró empleo en una fábrica local de margarina. Dos años después ingresó en el Instituto de Ingeniería de Ferrocarriles de San Petersburgo y tras completar su formación comenzó a trabajar en 1904 junto a Alekséi Favorski. 
En esa época, Lébedev se dedicó sobre todo a la polimerización de hidrocarburos con dos dobles enlaces («dienos»). Fue el primero en investigar la polimerización del butadieno (1910-1913). En 1910 fue el primero en sintetizar polibutadieno, el primer caucho sintético. Su libro «Investigación en la polimerización de hidrocarburos bietilénicos» (1913) se convirtió en la referencia clave para todos los estudios sobre caucho sintético. A partir de 1914 estudió la polimerización de monómeros de etileno, desarrollando métodos industriales para fabricar caucho butilo y poliisobutileno.
En 1916 fue nombrado profesor de la Academia Médico Militar S.M. Kirov de Petrogrado y en 1925 comenzó a ejercer como director del Laboratorio del Petróleo (a partir de 1928, Laboratorio de Resinas Sintéticas) de la Universidad Estatal. Entre 1926 y 1928, Lébedev desarrolló un proceso para obtener butadieno a partir de etanol en una sola etapa.
En 1928 desarrolló un método industrial para producir polibutadieno usando sodio metálico como catalizador. Este método se convirtió en la base para la industria soviética del caucho sintético, creada en los años 1930. Antes de 1940, la Unión Soviética tenía la industria más grande de caucho sintético del mundo, produciendo más de 50.000 toneladas por año. Durante la Segunda Guerra Mundial, el proceso de Lébedev para obtener butadieno del alcohol etílico también fue utilizado por la industria alemana.
Otra importante contribución de Lébedev fue el estudio de la cinética de hidrogenación de las olefinas y el desarrollo de varios aceites lubricantes para motores de aviación.
En los últimos años de su vida, ya consolidado como una eminencia científica, fue condecorado con la Orden de Lenin en 1931 y un año después pudo ingresar en la Academia de Ciencias de la URSS.
Estaba casado con la pintora Anna Ostroúmova-Lébedeva.
El químico falleció en Leningrado el 1 de mayo de 1934. Las autoridades soviéticas renombraron el Instituto Nacional del Caucho Sintético por «Instituto Lébedev» en su honor.